# Tytroca alabuensis
Tytroca alabuensis is een vlinder uit de familie spinneruilen (Erebidae). De wetenschappelijke naam is voor het eerst geldig gepubliceerd in 1970 door Wiltshire.
De soort komt voor in tropisch Afrika.